# Twardocice

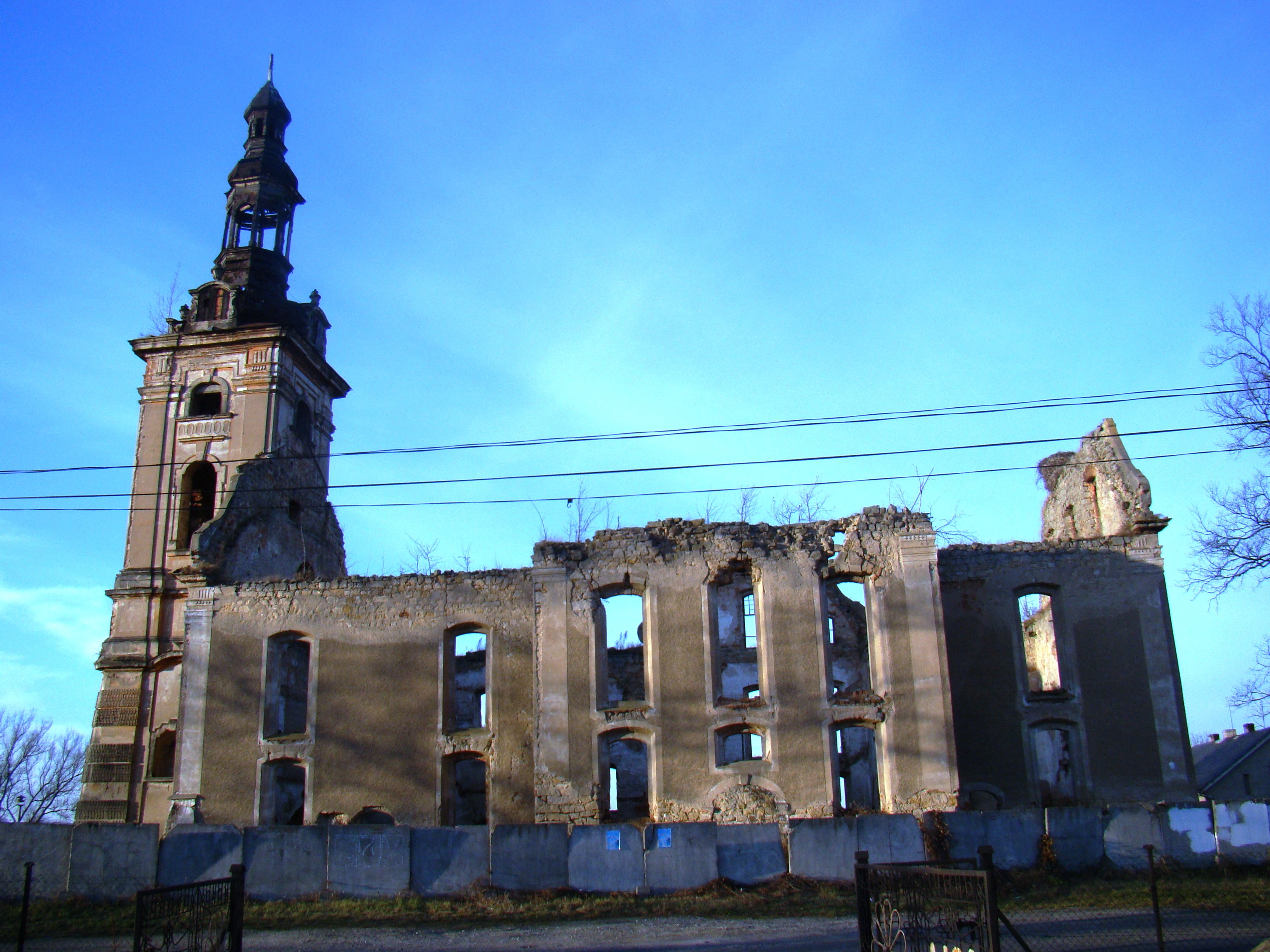
Ruine der Kirche von Twardocice

Twardocice (deutsch Harpersdorf) ist ein Ort in der Landgemeinde Pielgrzymka im Powiat Złotoryjski der Woiwodschaft Niederschlesien in Polen.

## Geschichte
Erstmals urkundlich erwähnt wurde Twardocice im Jahr 1206. Vom 16. bis ins frühe 18. Jahrhundert lebten die radikal-reformatorischen Schwenkfeldianer in Harpersdorf und den umliegenden Dörfern. 1826 soll mit dem Bauern Melchior Dorn der letzte sich noch offen zu den Schwenkfeldianern bekennende Schlesier in Harpersdorf gestorben sein.
Nach dem Zweiten Weltkrieg wurde die deutsche Bevölkerung aus dem Ort vertrieben.
Das historische Schloss Armenruh wurde in den 1970er Jahren abgetragen. 
Im Jahr 2011 hatte das Dorf 676 Einwohner.

## Persönlichkeiten
- Caspar Conrad Gottlieb von Zedlitz (1762–1842), preußischer Landrat
- Konrad von Zedlitz und Neukirch (1789–1869), preußischer Generalmajor
- Heinrich Lichner (1829–1898), deutscher Komponist
- Carl Jentsch (1833–1917), deutscher Priester und Curatus
- Peter Sundarp (* 1943), deutscher Filmverleiher und Kinobetreiber